# Ілтоза
Ілтоза (груз. ილტოზა) — село в Грузії.
За даними перепису населення 2014 року в селі проживає 114 осіб.